# Clara de la Cruz
Santa Clara de Montefalco, también llamada santa Clara de la Cruz, O. S. A. (Montefalco, c. 1268-ibidem, 18 de agosto de 1308) fue una monja agustina y abadesa. Antes de ser una religiosa, formó parte de la Tercera Orden de San Francisco.

## Biografía
Nació en Montefalco, Umbría, alrededor de 1268; sus padres fueron Damiano e Iacopa Vengente. Su hermana Giovanna vivía como ermitaña (sola). En 1274, cuando Clara tenía 6 años, el obispo de Spoleto permitió a Giovanna recibir a más hermanas y fue cuando Clara entra a la Segunda Orden de San Agustín, movida a ser ermitaña adopta el hábito agustiniano. En 1278, la comunidad creció tanto que tuvieron que construir una ermita más grande a las afueras del pueblo.
En 1290, Clara, su hermana Giovanna y sus compañeras deciden entrar a la vida monástica en el más estricto sentido. Su obispo ubica el monasterio en Montefalco según la regla de San Agustín. Clara hace sus votos de pobreza, castidad y obediencia, y se convierte en religiosa agustina. Su hermana Giovanna fue elegida la primera abadesa y su pequeña ermita fue dedicada como un monasterio. El 22 de noviembre de 1291 Giovanna muere, después Clara fue elegida abadesa. Clara, inicialmente, no aceptó la posición, pero después de la intervención del obispo de Spoleto, finalmente aceptó ser abadesa por imposición de obediencia de su obispo.
1294 fue decisivo para la vida espiritual de Clara. En la celebración de la Epifanía, después de hacer una confesión general frente a sus hijas, sintió un éxtasis y se mantuvo así por varias semanas. Imposibilitada de comer, las religiosas mantenían a su Madre Abadesa dándole agua azucarada. Durante este tiempo, Clara reportó tener una visión en la cual se vio siendo juzgada delante de Dios.
Clara también comentó tener una visión de Jesús vestido como un pobre viajero. Durante una visión arrodillándose delante de Jesús trató de detenerlo y preguntarle «"Mi Señor a donde vas?"» y Jesús le respondió «”He buscado en todo el mundo un lugar fuerte donde plantar esta Cruz firmemente y no lo he encontrado".»  Después, Clara miró la Cruz y haciéndole saber su deseo de ayudar a Jesús a cargarla, le dijo: «"Clara, he encontrado el lugar para mi Cruz aquí. He encontrado finalmente alguien a quien pueda confiar mi Cruz"» y Jesús, implantó su Cruz en el corazón de Clara. El intenso dolor que sintió en todo su ser cuando recibía la Cruz de Cristo, vivió con ella para siempre. El resto de sus años los pasó en la pena y en el dolor y aun así continuaba sirviendo a sus hermanas con alegría.
En 1303 Clara pudo construir una iglesia en Montefalco la cual no solo sirvió como capilla para las religiosas, sino también para todas las personas de la ciudad. La primera piedra fue bendecida el 24 de junio de 1303 por el obispo de Spoleto y aquel día la iglesia fue dedicada a la Santa Cruz.
Clara sirvió como abadesa, maestra, madre y directora espiritual de sus amadas hijas por 16 años. Mientras la reputación de santidad y milagros atraían visitantes al monasterio, ella continuaba gobernándolo de manera sabia, cuidadosa y sin romper la armonía de la comunidad.
En agosto de 1308, enfermó grave que la dispuso en cama; el 15 de agosto, pidió recibir la Unción de Enfermos. Hizo su última confesión el 17 de agosto y al día siguiente, muere en su convento de Montefalco en 1308.

## Reliquias
Inmediatamente después de la muerte de Clara, su corazón fue extraído del cuerpo y después de una inspección, se reportó que los instrumentos de la Pasión de Cristo: un crucifijo, 3 clavos, la corona de espinas y un látigo fueron encontrados en su corazón hechos por los tejidos cardiacos. Escuchado estas noticias, el vicario del obispo de Spoleto viajó a Montefalco lleno de indignación sospechando que las religiosas del convento habían plantado los símbolos. Una comisión de físicos, juristas y teólogos se reunieron para llevar a cabo una investigación, la cual descartó la posibilidad de fabricación. El vicario del obispo, quién vino a Montefalco como un inquisidor a castigar al responsable del fraude, se convenció de la autenticidad de los descubrimientos después de verificar personalmente que los signos no eran resultado de trucos. Sin embargo, dudas de la veracidad de los hallazgos persistieron aun en el proceso de canonización, hasta querían canonizarla como franciscana y no como agustina, ya que había sido secular terciaria franciscana.
El crucifijo encontrado en el corazón de santa Clara es del tamaño de un pulgar; la cabeza de Cristo está inclinada hacia el lado derecho; su cuerpo es blanco con excepción de "la pequeña abertura en el costado derecho que tenía un rojo intenso". El látigo y la corona de espinas son, aparentemente formados por fibras nerviosas y los 3 clavos están formados por una tela de fibras oscuras.
El cuerpo de Santa Clara permanece incorrupto, sin embargo la piel de sus manos se ha oscurecido con el tiempo. El corazón fue dispuesto para la veneración en la iglesia de Santa Clara en Montefalco, donde su cuerpo, vestida con el hábito agustino, reposa bajo el altar mayor
.

## Canonización
El proceso de canonización fue iniciado en 1328, pero no fue hasta el 13 de abril de 1737 que Clara fue beatificada por el Papa Clemente XII. El 8 de diciembre de 1881, fiesta de la Inmaculada Concepción, el Papa León XIII la canonizó en la Basílica de San Pedro en Roma.